# (561) Ingwelde
(561) Ingwelde est un astéroïde de la ceinture principale.

## Description
(561) Ingwelde est un astéroïde de la ceinture principale découvert par Max Wolf le 26 mars 1905 à Heidelberg.
Il a probablement été ainsi baptisé en référence au personnage éponyme de l'opéra Ingwelde de Max von Schillings (1868-1933), compositeur allemand.